# Tatjana Biriulina
Tatjana Nikołajewna Biriulina (ros. Татьяна Николаевна Бирюлина, ur. 16 lipca 1955 w Taszkencie) – radziecka lekkoatletka, specjalistka rzutu oszczepem, była rekordzistka świata, olimpijka.

## Kariera sportowa
Zajęła 5. miejsce w rzucie oszczepem na uniwersjadzie w 1979 w Meksyku.
12 lipca 1980 podczas zawodów przedolimpijskich w Podolsku ustanowiła rekord świata rzutem na odległość 70,08 m. Stała się tym samym pierwszą, kobietą, która przekroczyła granicę 70 metrów w rzucie oszczepem (starego typu). Rekord Biriuliny został poprawiony w następnym roku przez Antoanetę Todorową z Bułgarii.
Biriulina zajęła 6. miejsce w finale rzutu oszczepem na igrzyskach olimpijskich w 1980 w Moskwie.